# 大花柃
大花柃（学名：Eurya magniflora）为山茶科柃木属下的一个种。

## 扩展阅读
維基物種上的相關：大花柃